# 城关镇 (竹山县)
城关镇，是中华人民共和国湖北省十堰市竹山县下辖的一个乡镇级行政单位。

## 行政区划
城关镇下辖以下地区：
北大街社区、城西社区、西关社区、大街社区、东门社区、明清村、窑沟村、虎山村、桥东村、莲花村、园艺场村、二道坊村、迎丰村、高家庄村、刘家山村、南门村、乔儿沟村、城西村、城乡村和东门村。